# Eric Verdonk
Eric Verdonk (født 28. maj 1959 i Taihape, New Zealand, død 3. april 2020) var en newzealandsk roer.
Verdonk vandt bronze i singlesculler ved OL 1988 i Seoul, i et løb hvor Thomas Lange fra DDR og Peter-Michael Kolbe fra Vesttyskland vandt henholdsvis guld og sølv. Han deltog også i disciplinen ved OL 1992 i Barcelona, hvor han sluttede på fjerdepladsen.

## OL-medaljer
- 1988:  Bronze i singlesculler